# Góra Birkenmajera
Góra Birkenmajera (ang. Mount Birkenmajer) – wzgórze na Wyspie Króla Jerzego, w północnej części Półwyspu Kellera o wysokości bezwzględnej 332,8 m n.p.m. Na wschodnim stoku znajduje się lodowiec Babylon Glacier, na południowo-wschodnim Noble Glacier. Na północy wzgórze oddzielone jest Przełęczą Rolnickiego od Szczytu Tokarskiego, zaś na południu Przełęczą Piaseckiego od Grani Tyrrella i Filaru Bartona. 